# ОФГ Бургас
ОФГ Бургас е дивизия, в която играят отбори от област Бургас. Състои се от една „А“ ОГ и две „Б“ ОГ (източна подгрупа и централна подгрупа).

## "А" ОГ Бургас
Сезон 2022/23 започва с 11 отбора, но Манолич (Манолич) се отказва от по-нататъшно участие. Шампионът на областта участва в баражи за влизане в Югоизточна аматьорска футболна лига. 

### Отбори 2022/23
- Аполония Понтика (Созопол)
- Балкан 1980 (Планиница)
- Бургас спорт (Бургас)
- Българово 1948 (Българово)
- Вихър (Айтос)
- Долно Езерово (кв.Д.Езерово, Бс)
- Камено (Камено)
- Манолич (Манолич) - отказва се от участие
- ОФК Поморие
- Ропотамо (Приморско)
- Странджанец (Царево)

## Източна подгрупа
През сезон 2022/23 в групата играят 10 отбора. Шампионът на групата печели промоция за „А“ ОГ.

### Отбори 2022/23
- Ахелой (Ахелой)
- Банево (кв.Банево, Бургас)
- Ветрен (кв.Ветрен, Бургас)
- Звезденбург (Бургас)
- Каблешково 07 (Каблешково)
- Равда (Равда)
- Равнец 2011 (Равнец)
- Свети Влас (Свети Влас)
- Странджа 2022 (Средец)
- Устрем (Тънково)
- Черноморец (Несебър)
- Черноморски спортист (Обзор)

## Централна подгрупа
През сезон 2022/23 в групата играят 10 отбора. Шампионът на групата печели промоция за „А“ ОГ.

### Отбори 2022/23
- Алтай (Карагеоргиево)
- Атлетик (Каблешково)
- Ботев Металург 2022 (Бургас)
- Бяла река (Тополица)
- Лозарево (Лозарево)
- Нефтохимик 1962 (Бургас)
- Просеник 2019 (Просеник)
- Русокастро Зк (Русокастро)
- Свети Никола (Черноморец)
- ФШ Руен юнайтед 2019 (Руен)